# Better Love (Katerine Duska)
Better Love è un singolo della cantante greco-canadese Katerine Duska, pubblicato il 6 marzo 2019 su etichetta discografica Minos EMI. È stato scritto e composto dalla stessa interprete con Leon of Athens e David Sneddon e prodotto da Phil Cook.
Il brano è stato selezionato internamente dall'ente radiotelevisivo greco ERT per rappresentare la Grecia all'Eurovision Song Contest 2019 a Tel Aviv, in Israele. Dopo essersi qualificata dalla prima semifinale del 14 maggio, si è esibita per tredicesima nella finale del 18 maggio successivo. Qui si è classificata 21ª su 26 partecipanti con 74 punti totalizzati, di cui 24 dal televoto e 50 dalle giurie. È stata la più votata sia dal pubblico che dai giurati di Cipro.

## Tracce
Download digitale
1. Better Love – 3:01

## Classifiche
| Classifica (2019) | Posizione massima |
| ----------------- | ----------------- |
| Grecia            | 4                 |
| Lituania          | 83                |